# Camassia quamash
Espèce
Synonymes
- Anthericum esculentum (Nutt.) Spreng.[1]
- Anthericum quamash (Pursh) Steud.[1]
- Camassia esculenta (Nutt.) Lindl.[1]
- Camassia leichtlinii var. watsonii M.E.Jones[1]
- Camassia quamash f. albiflora A.Henry[1]
- Camassia teapeae H.St.John[1]
- Cyanotris angustifolia Raf.[1]
- Phalangium esculentum Nutt.[1]
- Phalangium quamash Pursh[1] [2]
- Quamasia esculenta (Nutt.) Raf.[1]
- Quamasia quamash (Pursh) Coville[1]
- Sitocodium esculentum (Nutt.) Salisb.[1]

Camassia quamash est une espèce de plantes de la famille des Asparagaceae qui s'applelle aussi camas commune, petite camas ou jacinthe des Indiens. C'est une plante vivace herbacée originaire de l'ouest de l'Amérique du Nord. C'est une plante comestible qui est également cultivée comme plante ornementale. À l'état sauvage, un grand nombre de camas peuvent colorer une prairie entière en bleu-violet.

## Étymologie
Le nom quamash signifie « doux » et vient du nom donné au bulbe de la plante en nez-percé en raison de son goût sucré.

## Distribution
La plante pousse dans le sud du Canada, dans les provinces de la Colombie-Britannique et de l'Alberta, et dans le nord-ouest des États-Unis, en Californie et à l'est des États de Washington, du Montana et du Wyoming.

## Description

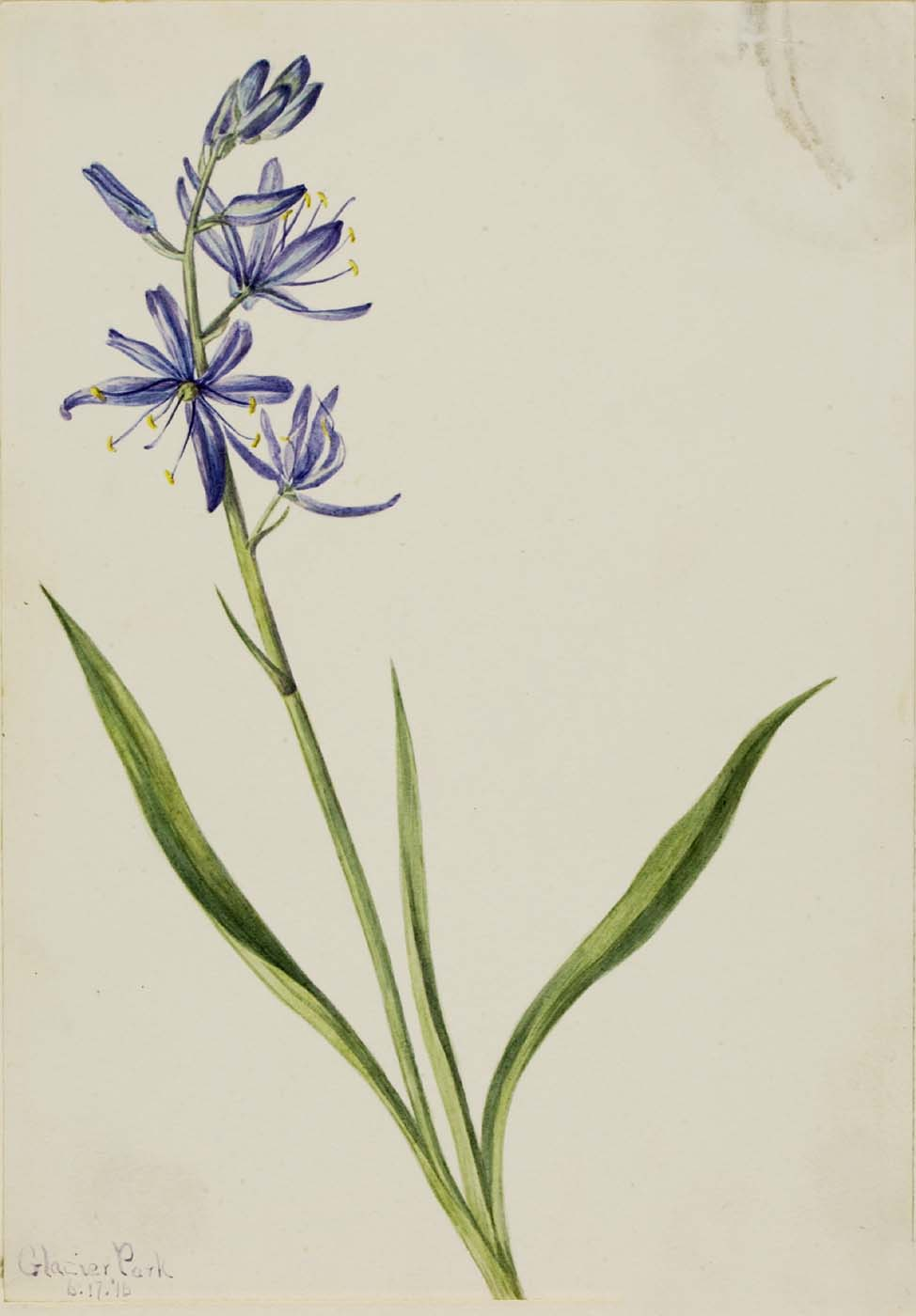
Planche botanique par Mary Vaux Walcott, env. début XXe.
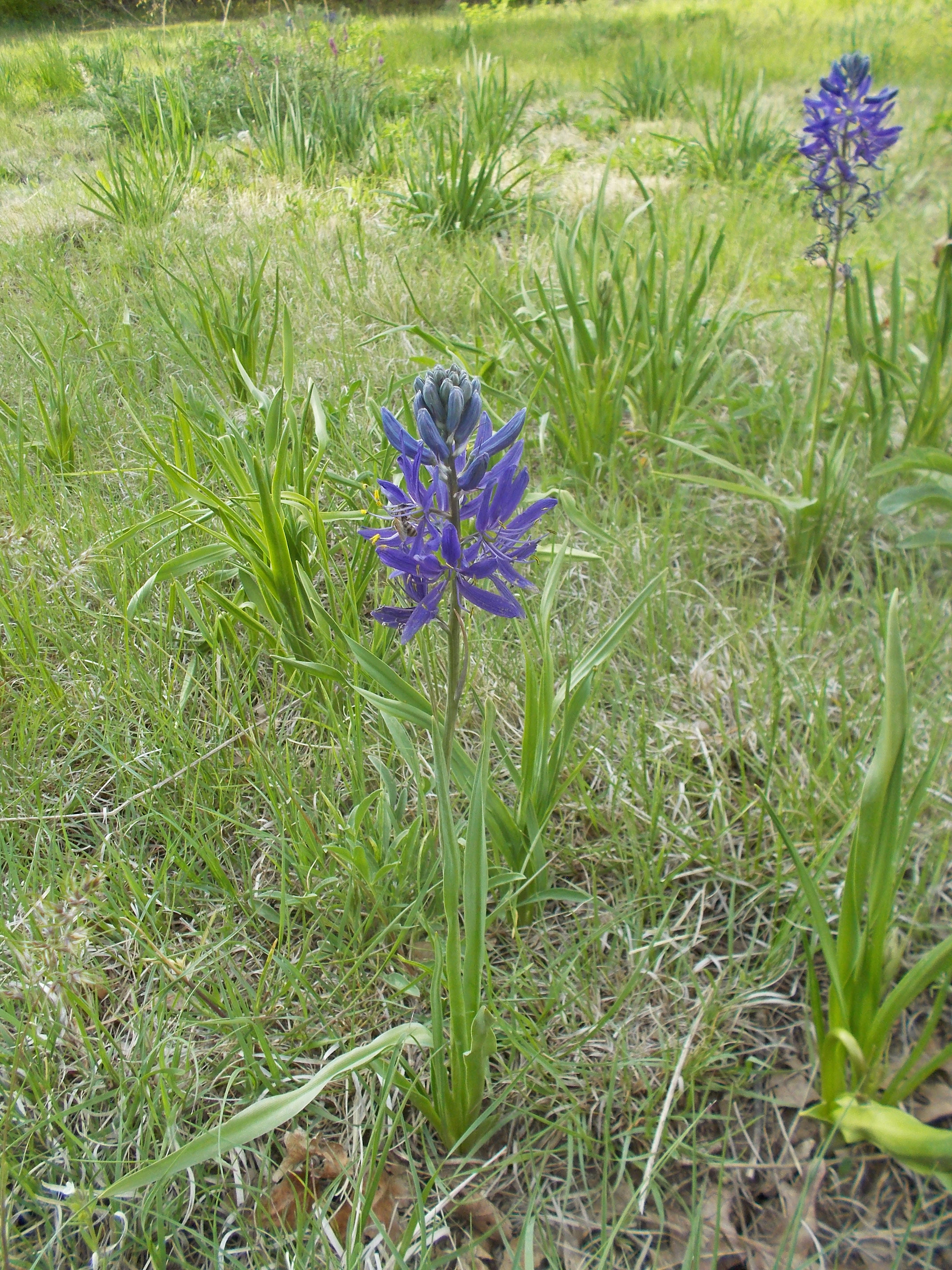
Vue d'ensemble
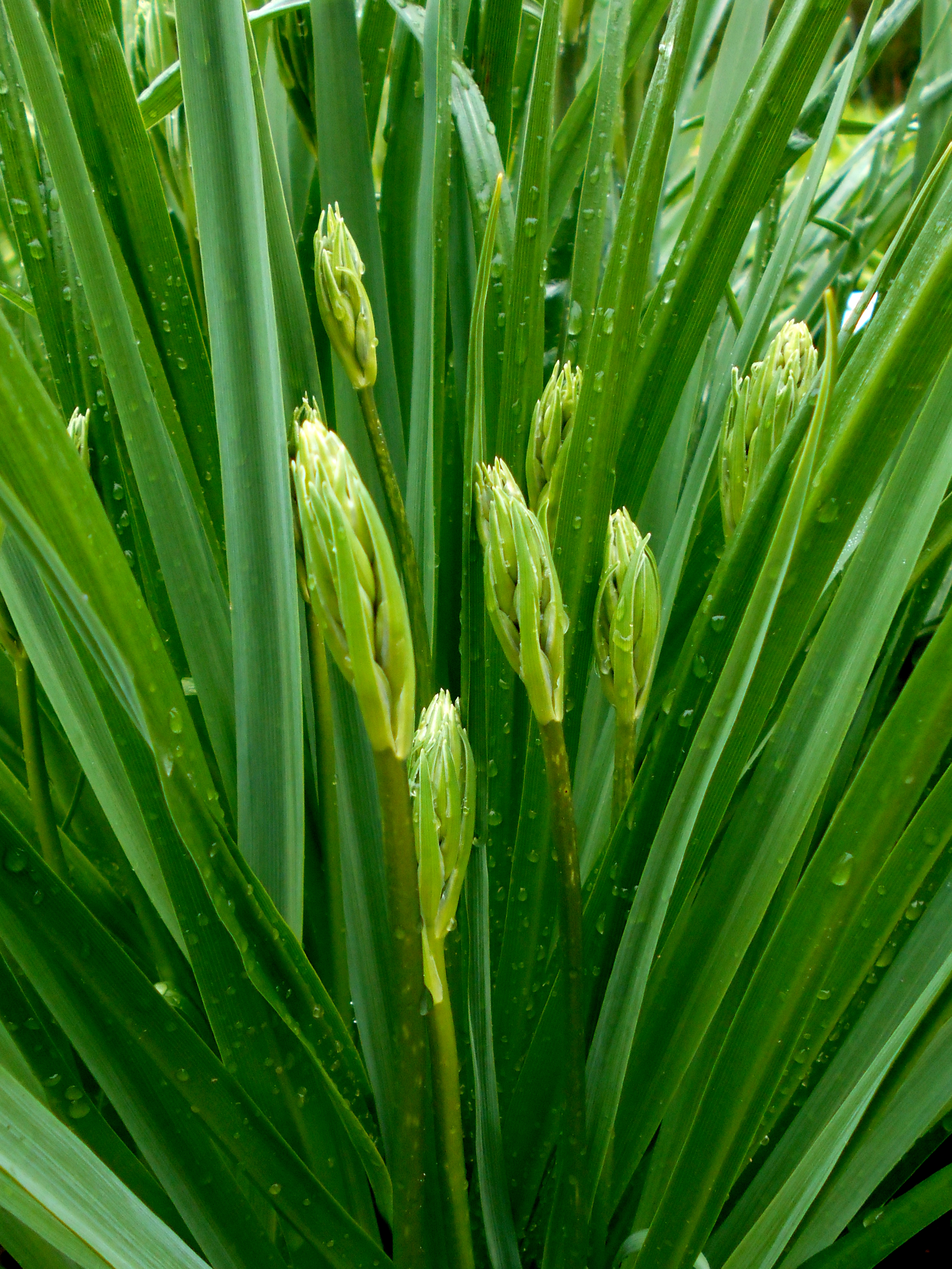
Plante en boutons.
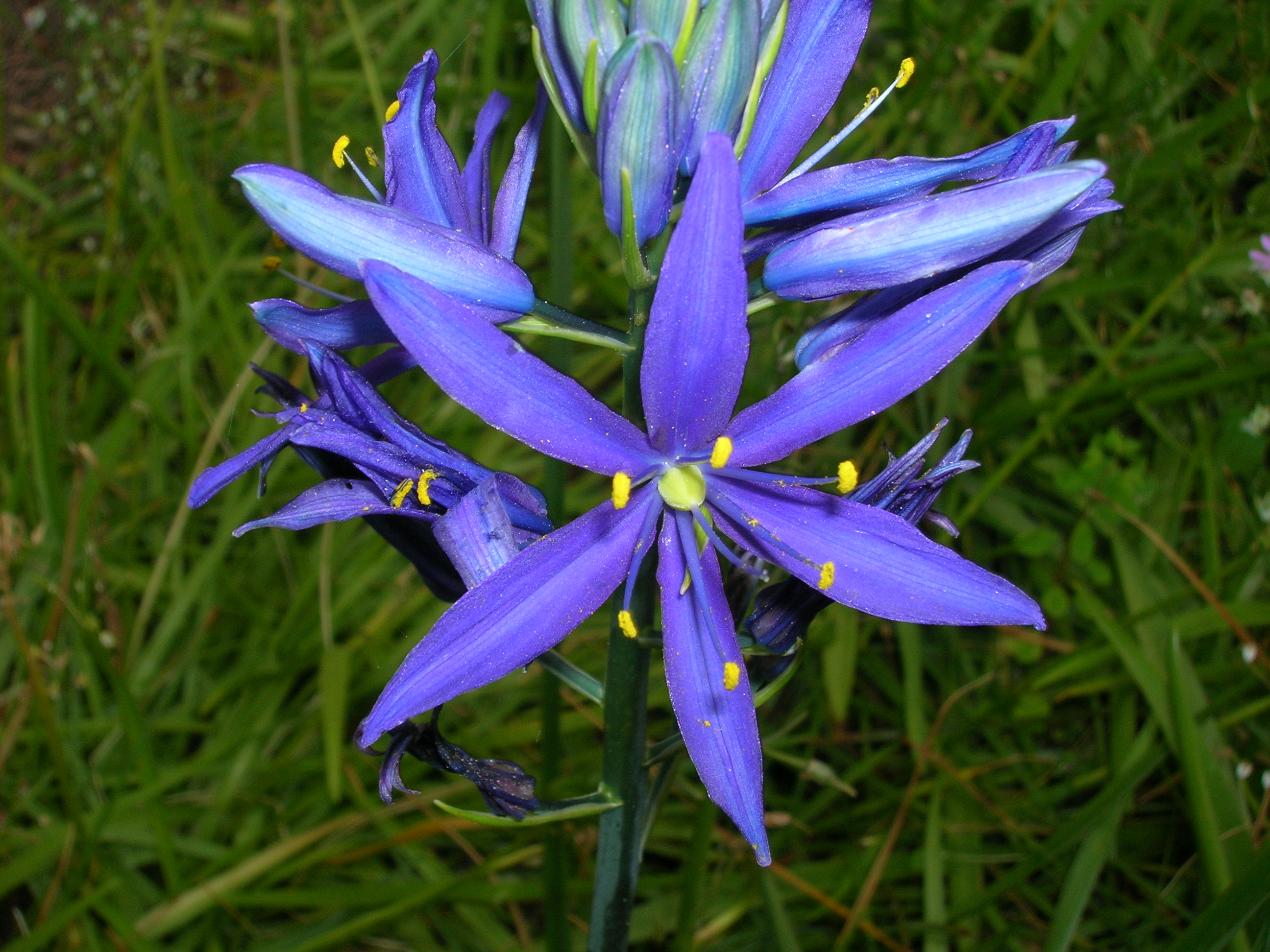
Détail de l'inflorescence.
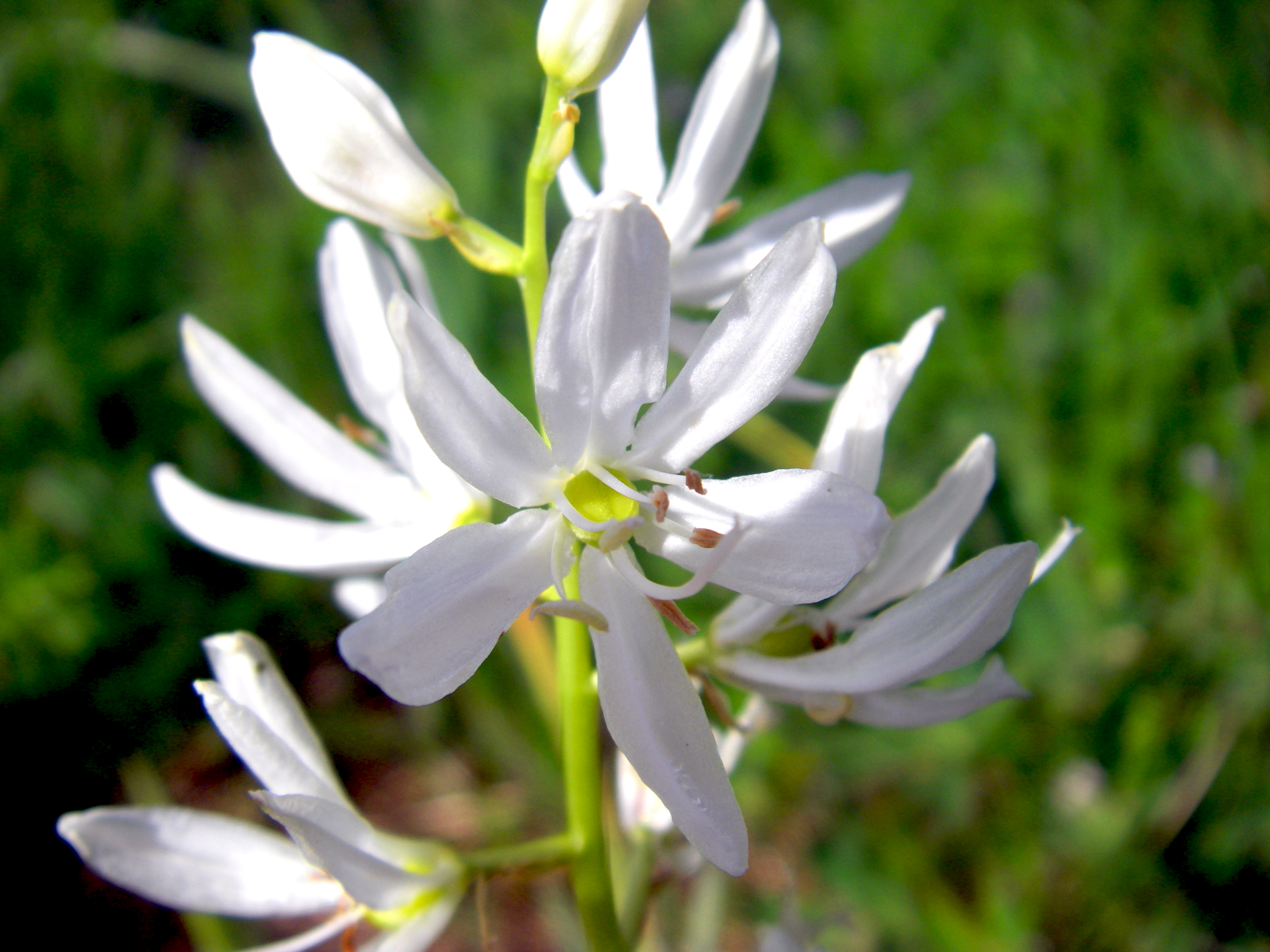
Variété blanche.
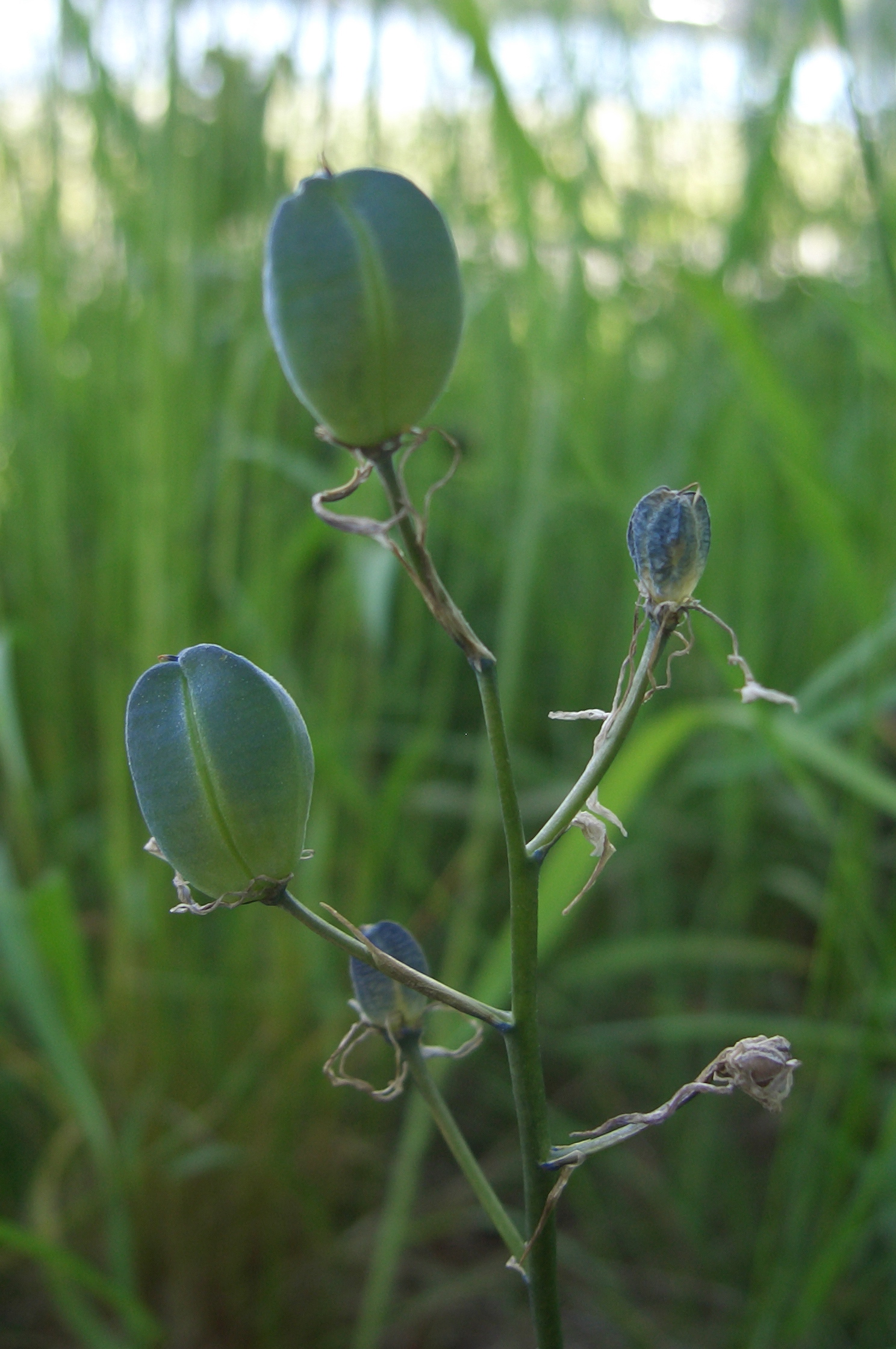
Fruits.
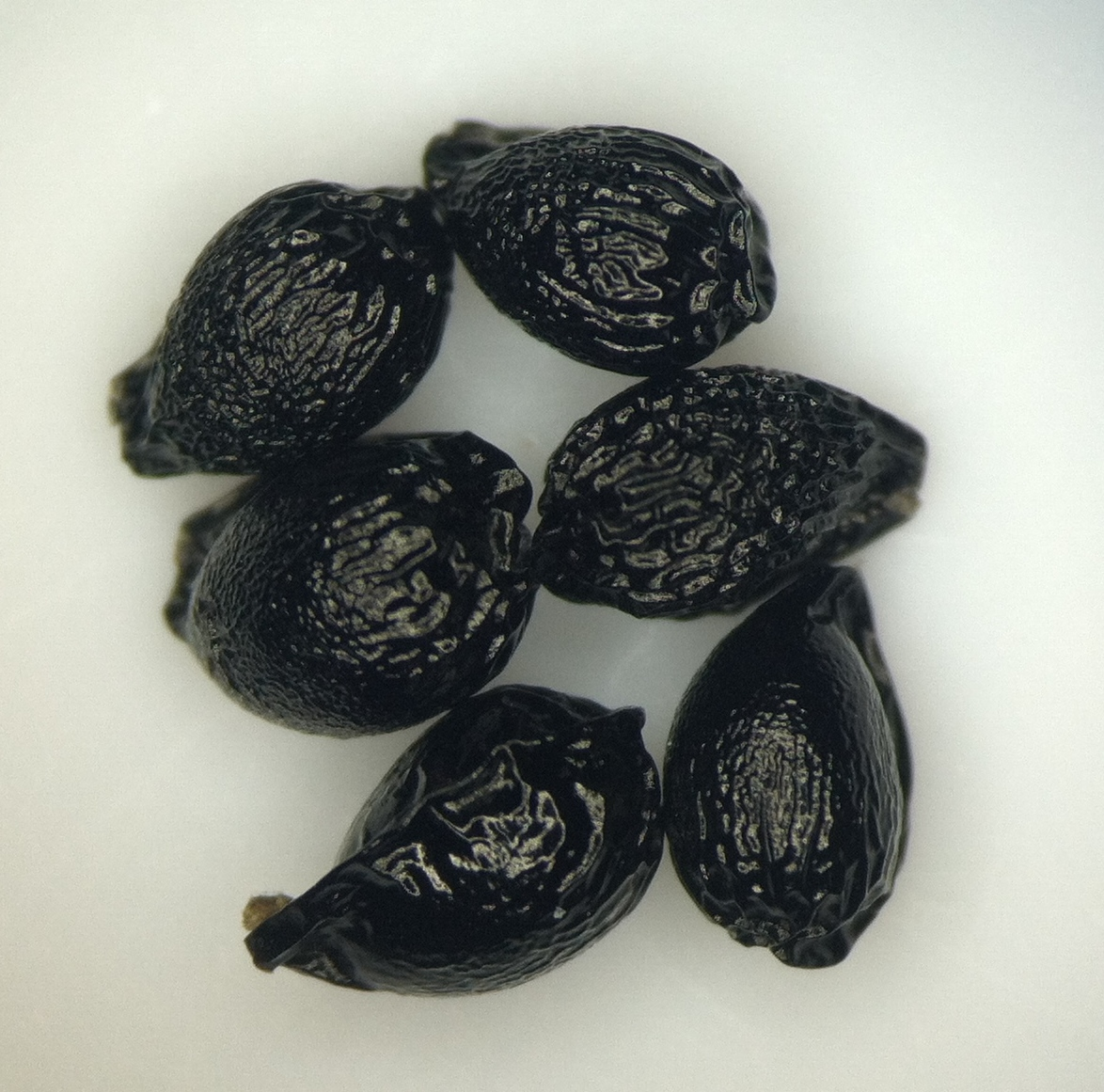
Graines.

Se développant à partir d'un bulbe, les tiges du Camassia ont une longueur comprise entre 30 cm et 90 cm. Les feuilles sont basales et ont un aspect analogue à du gazon.
Les fleurs bleu pâle à bleu profond poussent en grappe à l'extrémité de la tige de mai à juin. Chacune des fleurs en forme d'étoile à symétrie radiale a six pétales.

### Confusions possibles dans son habitat naturel

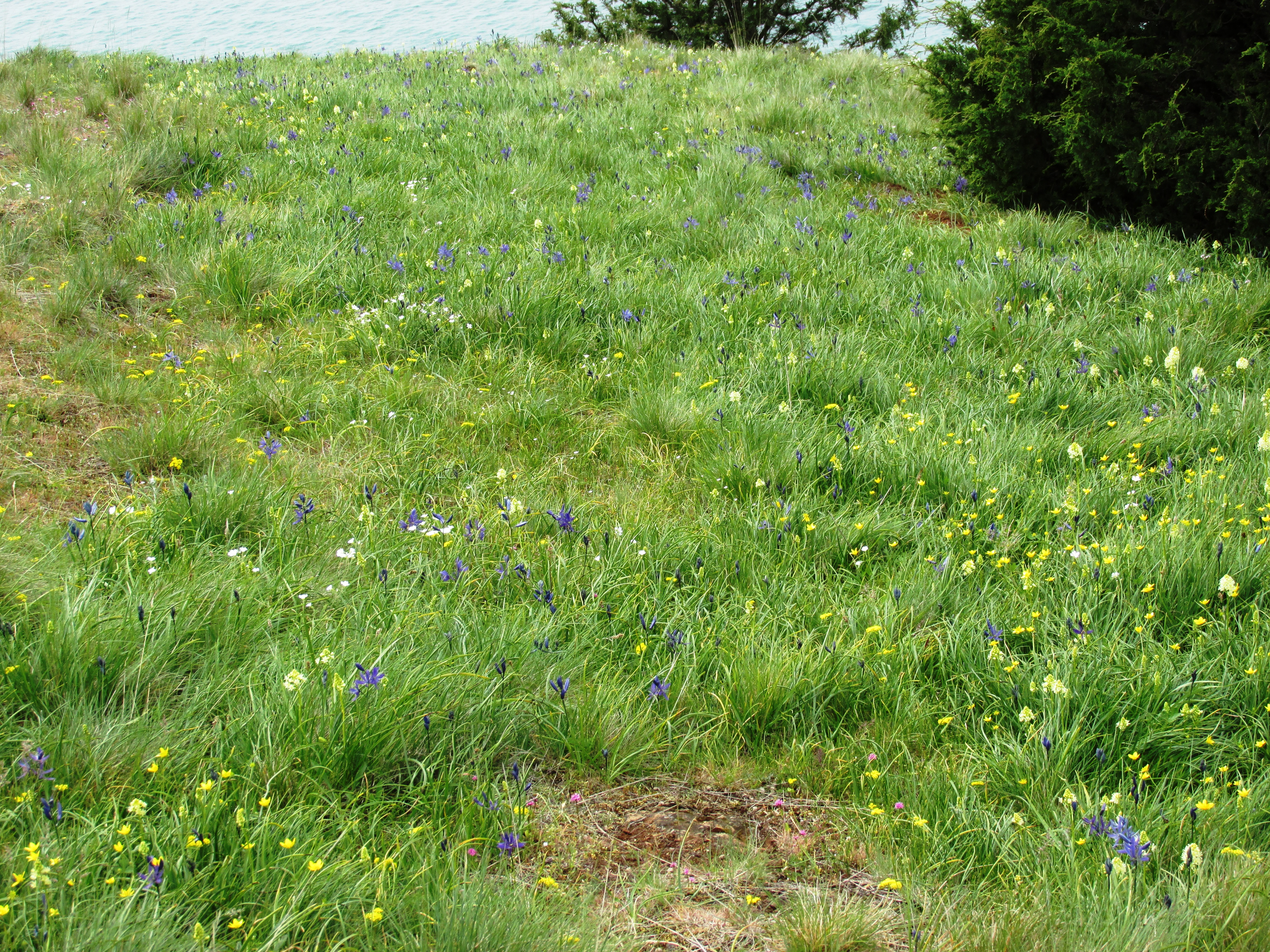
Prairie mêlant Camas commune (Camassia quamash) et Quamash de la mort (Toxicoscordion venenosum).

On peut facilement les confondre avec des plantes de la famille des Melanthiaceae. Comme celles du genre Toxicoscordion (en) et d'autres genres approchants. Par exemple, les espèces de Zigadenus ou Toxicoscordion qui sont surnommées « Quamash de la mort » en raison de leur forte toxicité.

## Classification
L'espèce a été décrite en 1813 sous le basionyme de Phalangium quamash par le botaniste germano-américain Frederick Traugott Pursh (1774-1820), puis recombinée dans le genre Camassia en 1894 par l'américain Edward Lee Greene (1843-1915).
En classification phylogénétique APG IV (2016), comme en classification phylogénétique APG III (2009), elle fait partie de la famille des Asparagaceae. En classification classique de Cronquist (1981) elle faisait partie de celle des Agavaceae.

### Liste des sous-espèces
Selon World Checklist of Selected Plant Families (WCSP) (19 mars 2019) :
- sous-espèce Camassia quamash subsp. azurea (A.Heller) Gould (1942)
- sous-espèce Camassia quamash subsp. breviflora Gould (1942)
- sous-espèce Camassia quamash subsp. intermedia Gould (1942)
- sous-espèce Camassia quamash subsp. linearis Gould (1942)
- sous-espèce Camassia quamash subsp. maxima Gould (1942)
- sous-espèce Camassia quamash subsp. quamash
- sous-espèce Camassia quamash subsp. utahensis Gould (1942)
- sous-espèce Camassia quamash subsp. walpolei (Piper) Gould (1942)

## Utilisation
Autrefois surtout utilisée comme ressource alimentaire par les amérindiens sédentaires, elle est aussi cultivée comme plante ornementale. C'est une bonne fleur pour bouquets.

### Plante alimentaire
Les bulbes de Camas ont été une source alimentaire pour beaucoup de peuples indigènes de l'ouest des États-Unis et du Canada. Cependant, toutes les autres parties de la plante sont toxiques. Après avoir été récoltés à l'automne, une fois que les fleurs sont fanées, les bulbes peuvent être consommés crus mais sont généralement grillés ou bouillis. Ils ont un goût de patate douce, mais plus doux en raison de la présence d'inuline dans les bulbes (comme pour le topinambour). On peut également faire sécher les bulbes pour en faire de la farine. Celle-ci entrait notamment dans la composition traditionnelle de la bannique.
Les bulbes de Camas ont contribué à la survie des membres de l'expédition Lewis et Clark (1804-1806).
Les Nez-Percés, les Cris et les Blackfoot utilisaient le bulbe comme une source de nourriture rôtie ou bouillie dans le Nord-Ouest Pacifique.
Bien que les paysages immenses de camas aient diminué aujourd'hui en raison de l'évolution moderne de l'agriculture, on peut encore voir de nombreuses prairies de camas. Dans le Grand Bassin des États-Unis, l'installation des Blancs et de leur bétail pâturant sur les prairies de camas a fortement diminué la nourriture disponible pour les tribus indigènes et a instauré une tension accrue entre les colons américains et les Autochtones.

### Culture

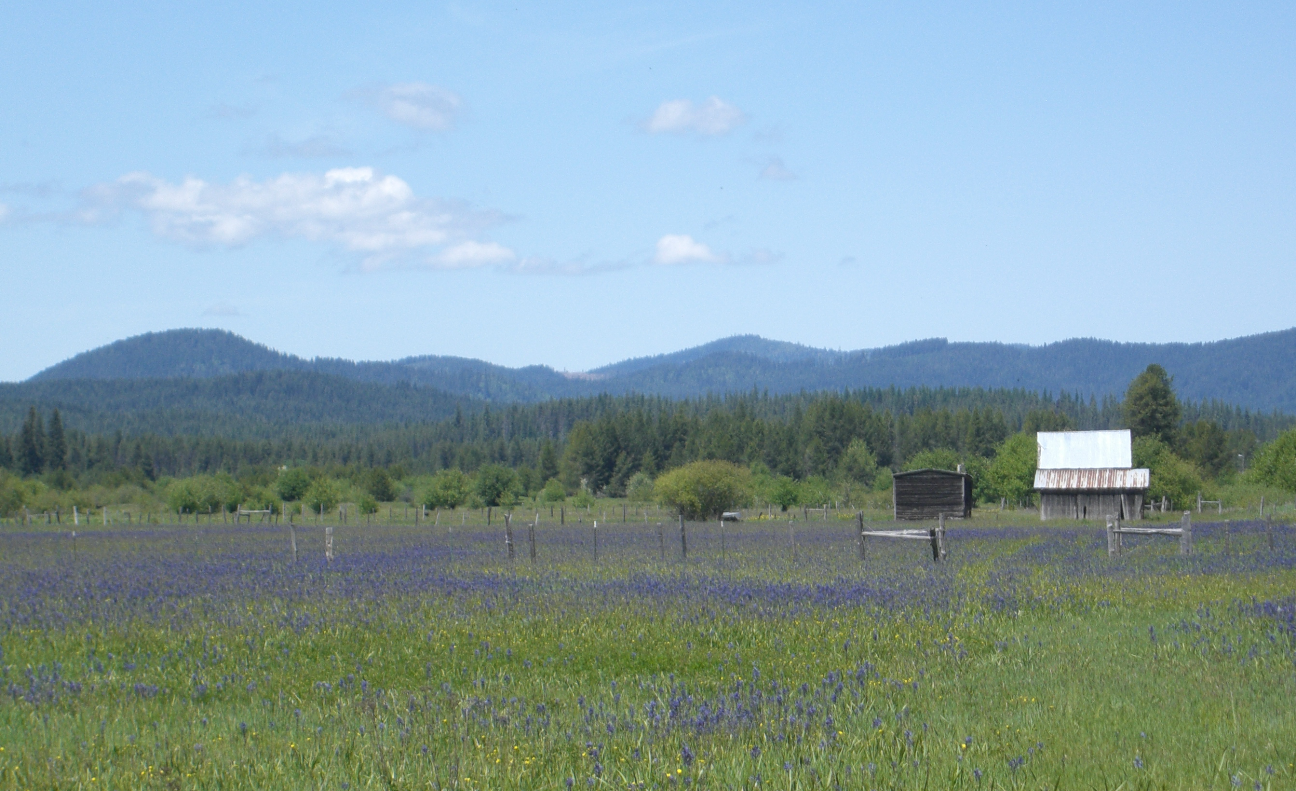
Champ de Camassia quamash.

Ce bulbe se naturalise bien dans les jardins notamment en sol bien drainé et riche en humus. Il pousse bien sous un léger ombrage forestier, en zone rocheuse ainsi qu'en pré ou prairie ouverte et près des rivières, mais il supporte mal la sécheresse même si sa floraison se termine en juin avant les fortes chaleurs.
On doit le planter en automne à 10 cm de profondeur en espaçant les bulbes de 20 cm et pailler en hiver dans les régions aux hivers rudes. La vivace revient chaque année de plus en plus vigoureuse avec des inflorescences de plus en plus abondantes.
Les plantes peuvent être divisées en automne tous les 3 ans, après que les feuilles ont fané. En outre, la plante se propage bien par semis. mais il faut prévoir 4 à 5 ans avant la première floraison.
Les pucerons et les limaces peuvent attaquer le Camassia mais ne créent presque pas de dégâts, la plante étant très résistante.
Ses bulbes ont l'avantage de ne pas être dévorés par les rongeurs et peuvent donc rester en place.